# Convoi HX 36
Le convoi HX 36 est un convoi passant dans l'Atlantique nord, pendant la Seconde Guerre mondiale. Il part de Halifax au Canada le 18 avril 1940 pour différents ports du Royaume-Uni et de la France. Il arrive à Liverpool le 3 mai 1940.

## Composition du convoi
Ce convoi est constitué de 22 cargos :
- Royaume-Uni : 13 cargos
- Grèce : 2 cargos
- Norvège : 5 cargos
- France : 2 cargos

## L'escorte
Ce convoi est escorté en début de parcours par :
- les destroyers canadiens : NCSM Saguenay et NCSM Skeena
- Un cuirassé britannique : HMS Revenge

## Le voyage
Les destroyers canadiens quittent le convoi le 19 avril. Le cuirassé reste jusqu'au 27 avril. Le 30 avril, deux destroyers HMS Vimy et HMS Wakeful (en) rejoignent le convoi. Le HMS Vimy repart la veille de l'arrivée.
Le convoi arrive sans problème.